# Nuits blanches à Seattle
Pour plus de détails, voir Fiche technique et Distribution.
Nuits blanches à Seattle ou La Magie du destin au Québec (Sleepless in Seattle) est un film américain réalisé par Nora Ephron, sorti en 1993.

## Synopsis
Annie Reed (Meg Ryan), journaliste à Baltimore, s'émeut quand elle entend à la radio l'histoire de Sam Baldwin (Tom Hanks), un architecte de Seattle qui vit seul avec son fils Jonah (Ross Malinger) depuis le décès de son épouse et qui ne parvient pas à en faire le deuil. Touchée par cette histoire, elle tente d'entrer en contact avec Sam, malgré l'approche de son mariage avec Walter Jackson (Bill Pullman) et la distance qui sépare Seattle de Baltimore. C'est le début d'une course à l'amour.

## Fiche technique
- Titre original : Sleepless in Seattle
- Titre français : Nuits blanches à Seattle
- Titre québécois : La Magie du destin
- Réalisation : Nora Ephron
- Scénario : Nora Ephron, David S. Ward et Jeff Arch
- Photographie : Sven Nykvist
- Musique : Marc Shaiman
- Bande originale : When I Fall in Love — Céline Dion et Clive Griffin (auteurs-compositeurs : Victor Young et Edward Heyman)
- Producteurs : Gary Foster et Delia Ephron (associée)
- Société de distribution : TriStar
- Budget : 21 000 000 $
- Pays de production : États-Unis
- Langue : anglais
- Format : Couleurs (Technicolor) - 35 mm - Ratio 1,85:1 - Son Dolby stéréo
- Genre : Comédie romantique
- Durée : 105 minutes
- Dates de sortie :
  - États-Unis : 25 juin 1993
  - France : 17 novembre 1993

## Distribution
- Tom Hanks (VF : Jean-Philippe Puymartin ; VQ : Bernard Fortin[1]) : Sam Baldwin, architecte, veuf
- Ross Malinger (VF : Dimitri Rougeul) : Jonah Baldwin, fils de Sam
- Rita Wilson (VF : Ninou Fratellini ; VQ : Madeleine Arsenault) : Suzy
- Victor Garber (VF : Emmanuel Jacomy ; VQ : Pierre Auger) : Greg
- Tom Riis Farrell (VF : Denis Boileau) : Rob
- Carey Lowell (VF : Nathalie Spitzer) : Maggie Abbott Baldwin
- Meg Ryan (VF : Martine Irzenski ; VQ : Claudie Verdant) : Annie Reed, journaliste
- Bill Pullman (VF : Vincent Violette ; VQ : Mario Desmarais) : Walter Jackson, fiancé d'Annie
- Le Clanché du Rand (VF : Tania Torrens) : Barbara Reed
- Kevin O'Morrison (VF : Michel Gudin) : Cliff Reed
- David Hyde Pierce (VF : Serge Faliu ; VQ : Marc Bellier) : Dennis Reed
- Valerie Wright (VF : Kelvine Dumour) : Betsy Reed
- Frances Conroy (VF : Marie Vincent) : Irene Reed
- Tom Tammi (VF : Bernard Alane) : Harold Reed
- Calvin Trillin : l'oncle Milton
- Caroline Aaron (VF : Nadine Alari) : la Dr Marcia Fieldstone
- Linda Wallem (VF : Dominique Chauby) : Loretta
- LaTanya Richardson (VF : Maïk Darah) : Harriet
- Rosie O'Donnell (VF : Annie Le Youdec ; VQ : Johanne Léveillé) : Becky
- Tom McGowan (VF : Renaud Marx) : Keith
- Stephen Mellor (VF : Lionel Henry) : Wyatt
- Marguerite Schertle : la serveuse, à Baltimore
- Dana Ivey (VF : Perrette Pradier ; VQ : Élizabeth Chouvalidzé) : Claire Bennett
- Brian McConnachie : Bob
- Rob Reiner (VF : Mario Santini ; VQ : Guy Nadon) : Jay
- Gaby Hoffmann (VQ : Aline Pinsonneault) : Jessica
- Matt Smith : le facteur
- Amanda Maher : Clarise
- Barbara Garrick (VF : Laurence Crouzet) : Victoria
- Victor Morris : le maître d'hôtel, à Seattle
- Cary Grant (VF : Roger Tréville) : scènes de Elle et lui (non crédité)
- Deborah Kerr (VF : Jacqueline Porel) : scènes de Elle et lui (non créditée)

## Autour du film
- Parker Posey a tourné dans le film, mais ses scènes furent coupées au montage. Cinq ans plus tard, elle tournera Vous avez un mess@ge, avec le trio Ephron / Hanks / Ryan[2].
- Tom Hanks et Rita Wilson sont ensemble dans la vie et mariés depuis le 30 avril 1988.
- Le film que tout le monde regarde est Elle et lui avec Cary Grant et Deborah Kerr ; un remake d'un autre film Elle et lui, mettant en vedette Charles Boyer et Irene Dunne.